# Балькань
Балькань (венг. Balkány) — город на востоке Венгрии, расположенный в медье Сабольч-Сатмар-Берег региона Северный Альфёльд, первое упоминание города датируется 1214 годом.

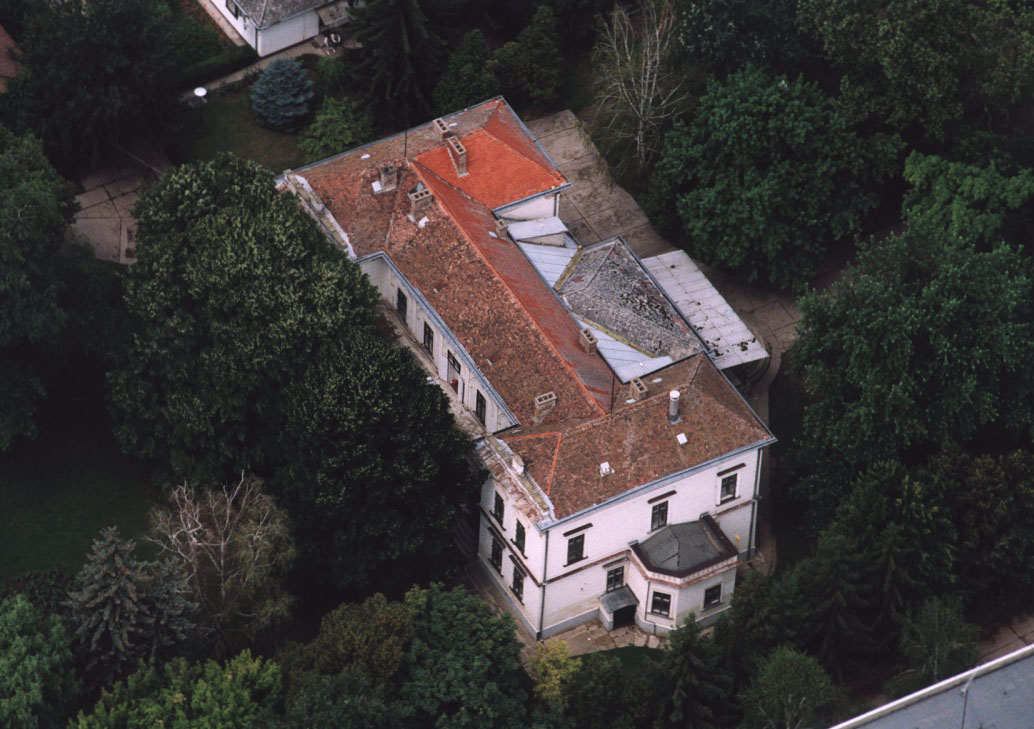
Замок Генчи (1774)

## География
Площадь города составляет около 90  км². 
Балькань расположен в 28 километрах на юго-восток от Ньиредьхазы и в 40 километрах на северо-восток от Дебрецена. Вблизи Балькань'и расположены сёла Бири, Гестеред, Бёкёнь, Саколь и Ньирмихайди.

## Климат
Среднегодовое количество солнечных часов в городе составляет около 2000. Среднегодовое количество осадков — 560—590 мм, средняя температура — от 9,5 до 9,6 °C.

## История
Балькань впервые упоминается в 1214 году. В 1289 году знатный венгерский род Gut-Keled получил город и окрестную территорию в подарок от правителя Венгрии. Затем Балькань был разделен наследниками: западная часть досталась Павлу и Тамашу (Pál и Tamás), восточная часть была отдана сыну Павла, Лоуренсу (Lawrence). Из-за постоянных набегов турок город на некоторое время оставался безлюдным.
После того как набеги прекратились, в город вернулось население, которое начало расти  в начале XVIII века. Власть над городом была распределена между наиболее зажиточными венгерскими родами, такими как Bezdédy, Désy, Finta, Gencsy, Gődény, Guth, и Koczogh.
К 1839 году население города достигло 3000 человек.

### Наши дни
По состоянию на 2002 год население Балькань'и составляет 6852 человека, большинство их которых живёт в сельской местности. Серьёзной проблемой в городе является безработица, из-за которой происходит отток население в более благополучные города страны.

## Галерея

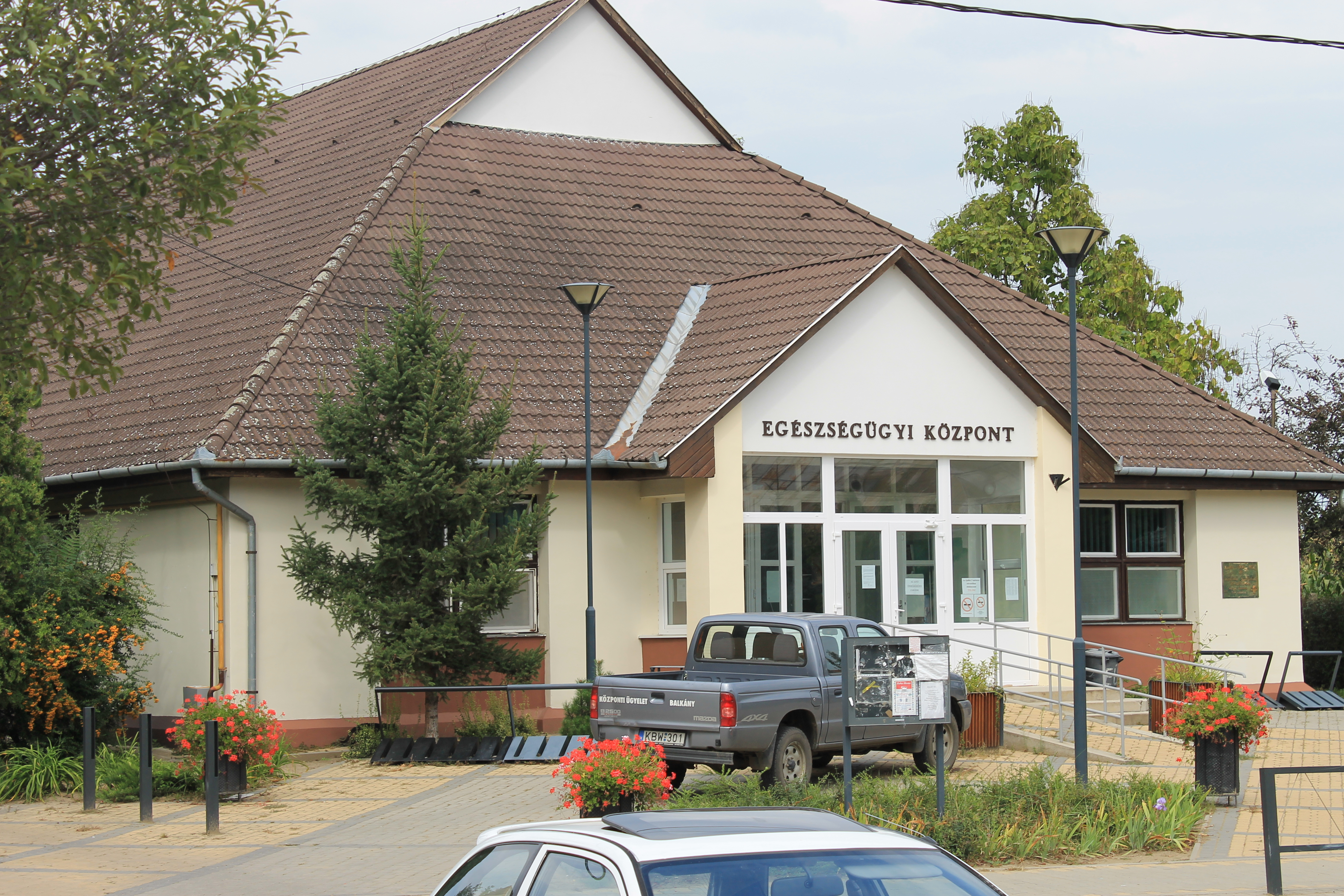
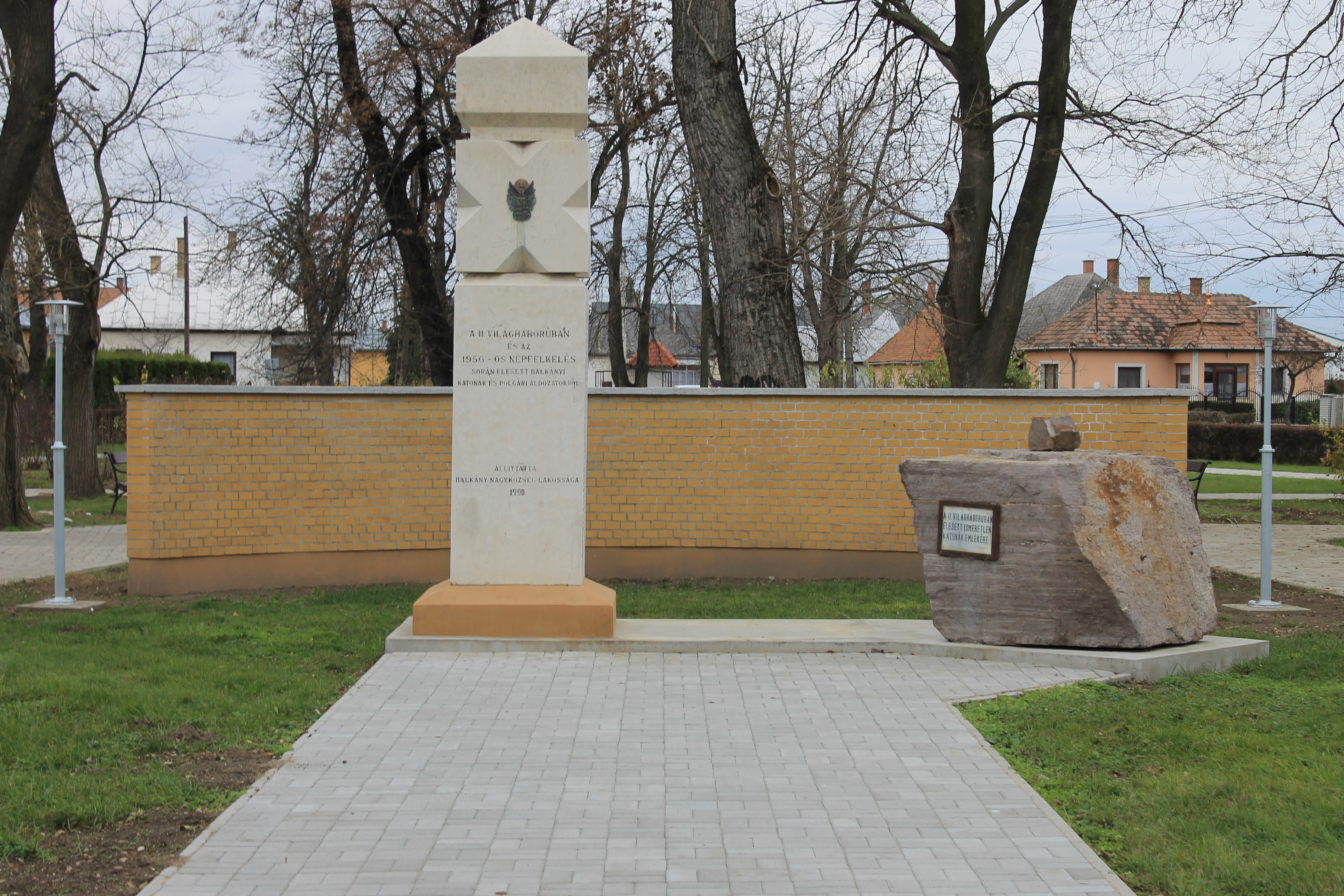
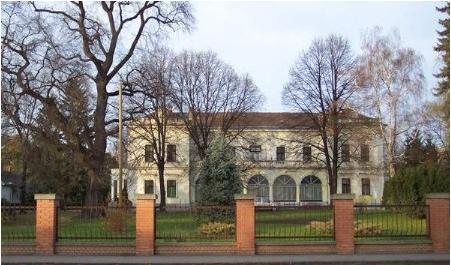
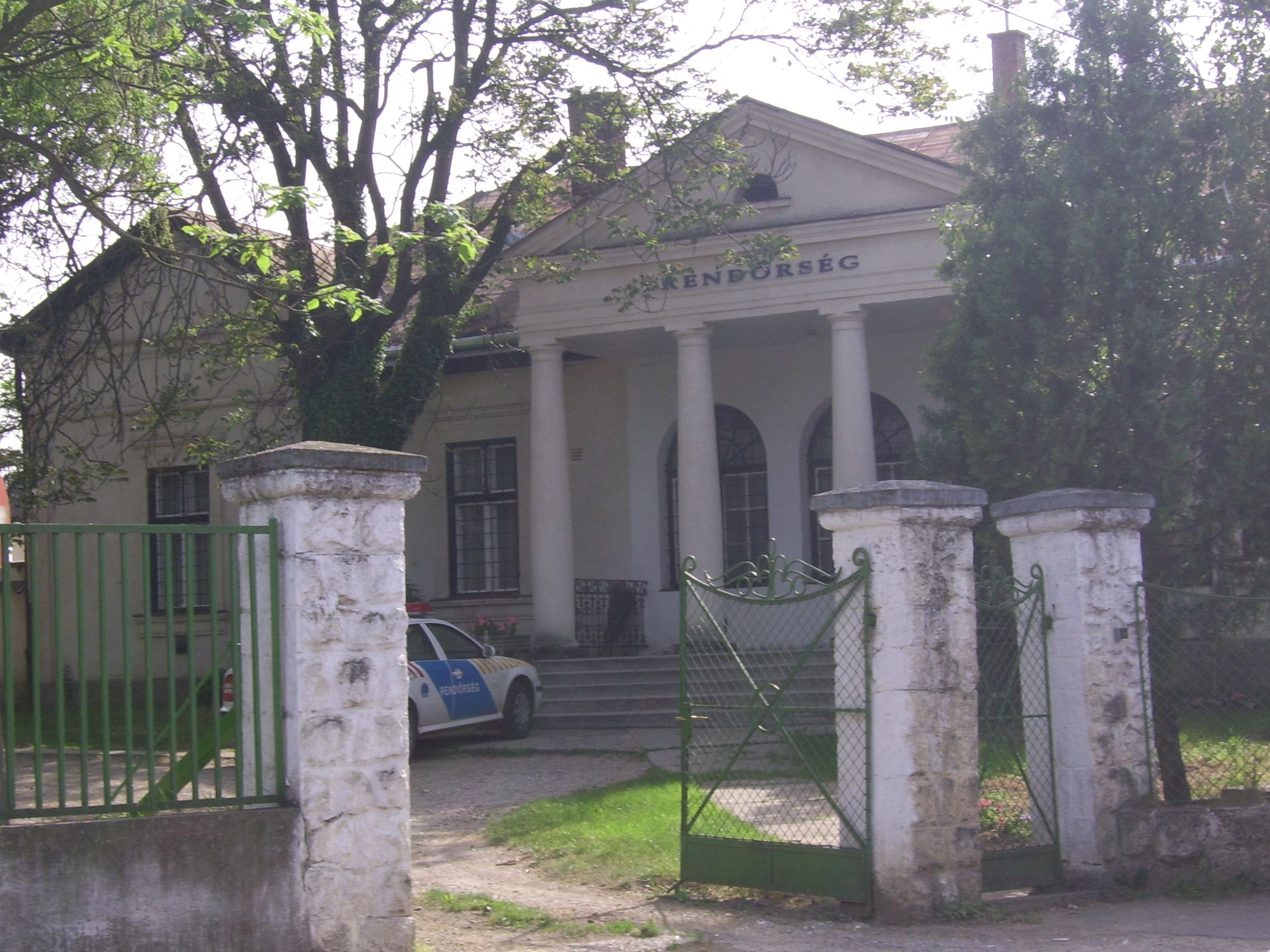
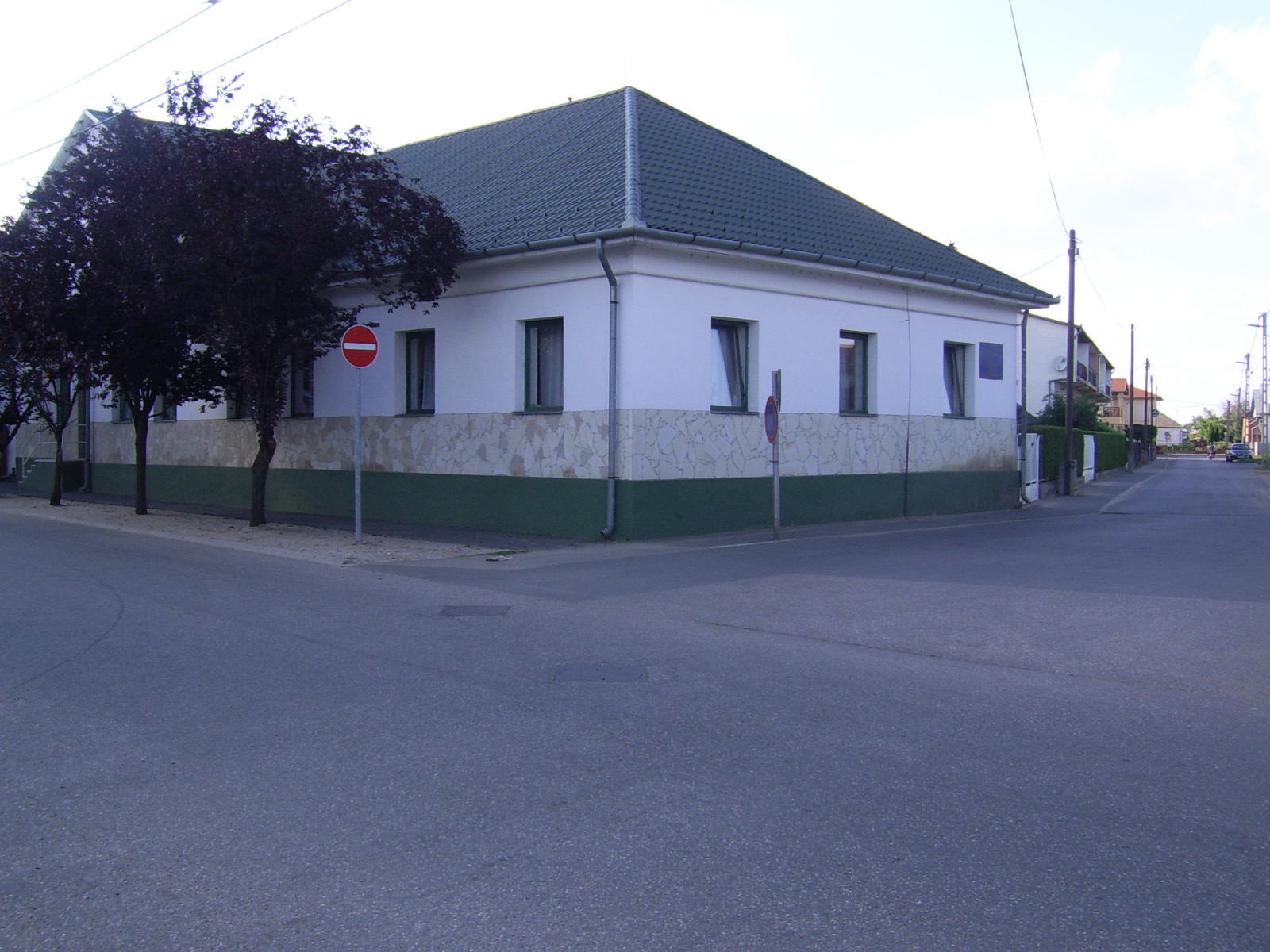
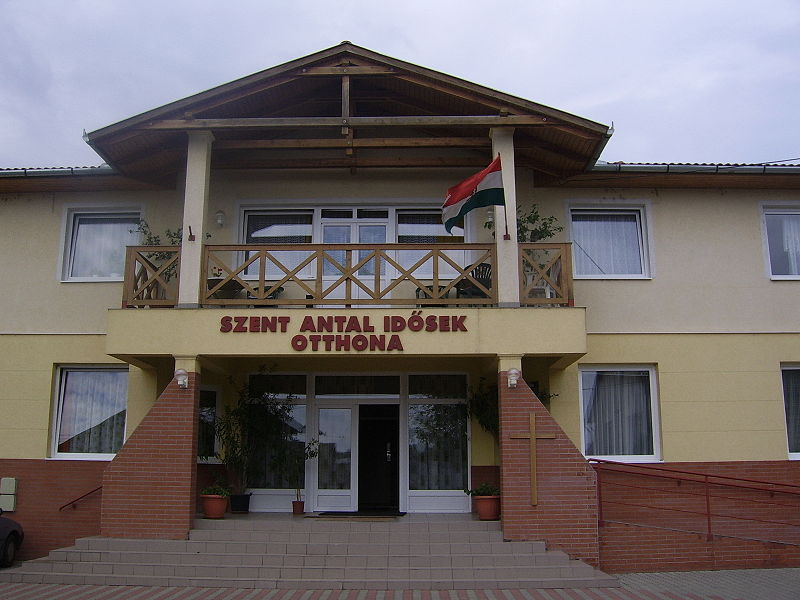
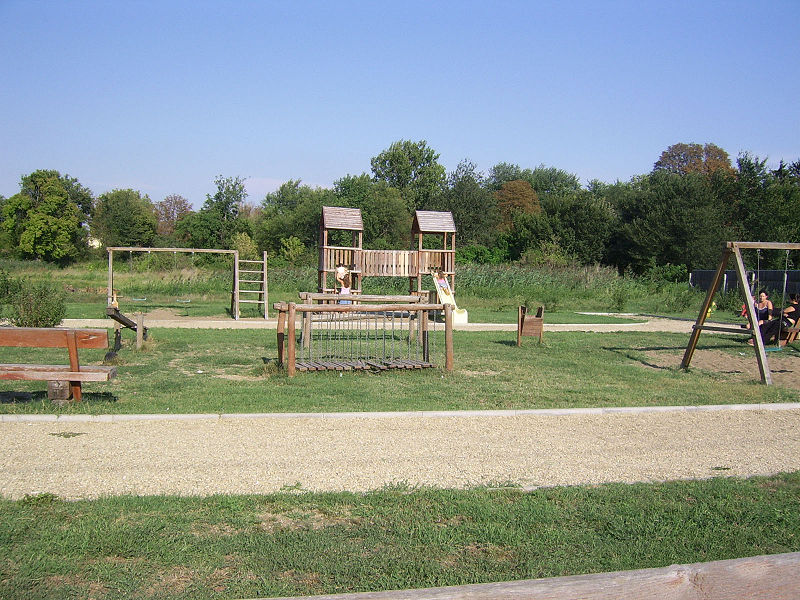
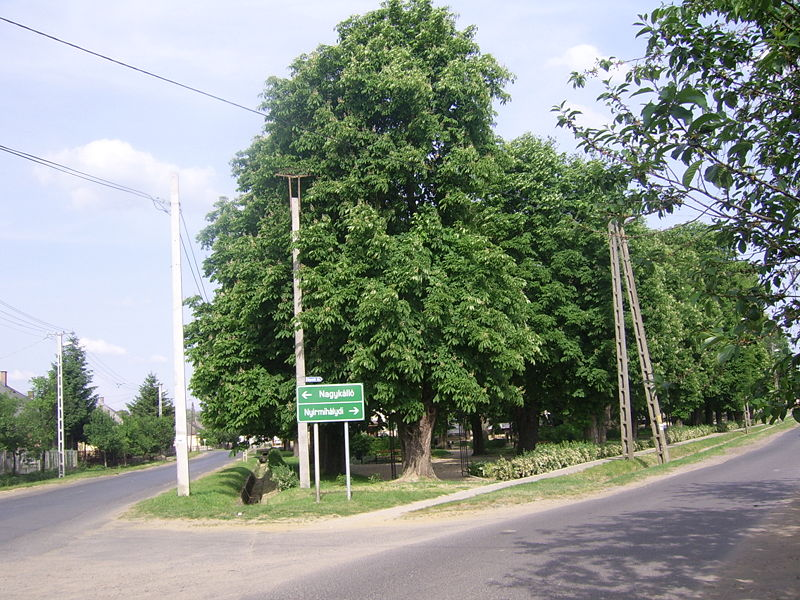
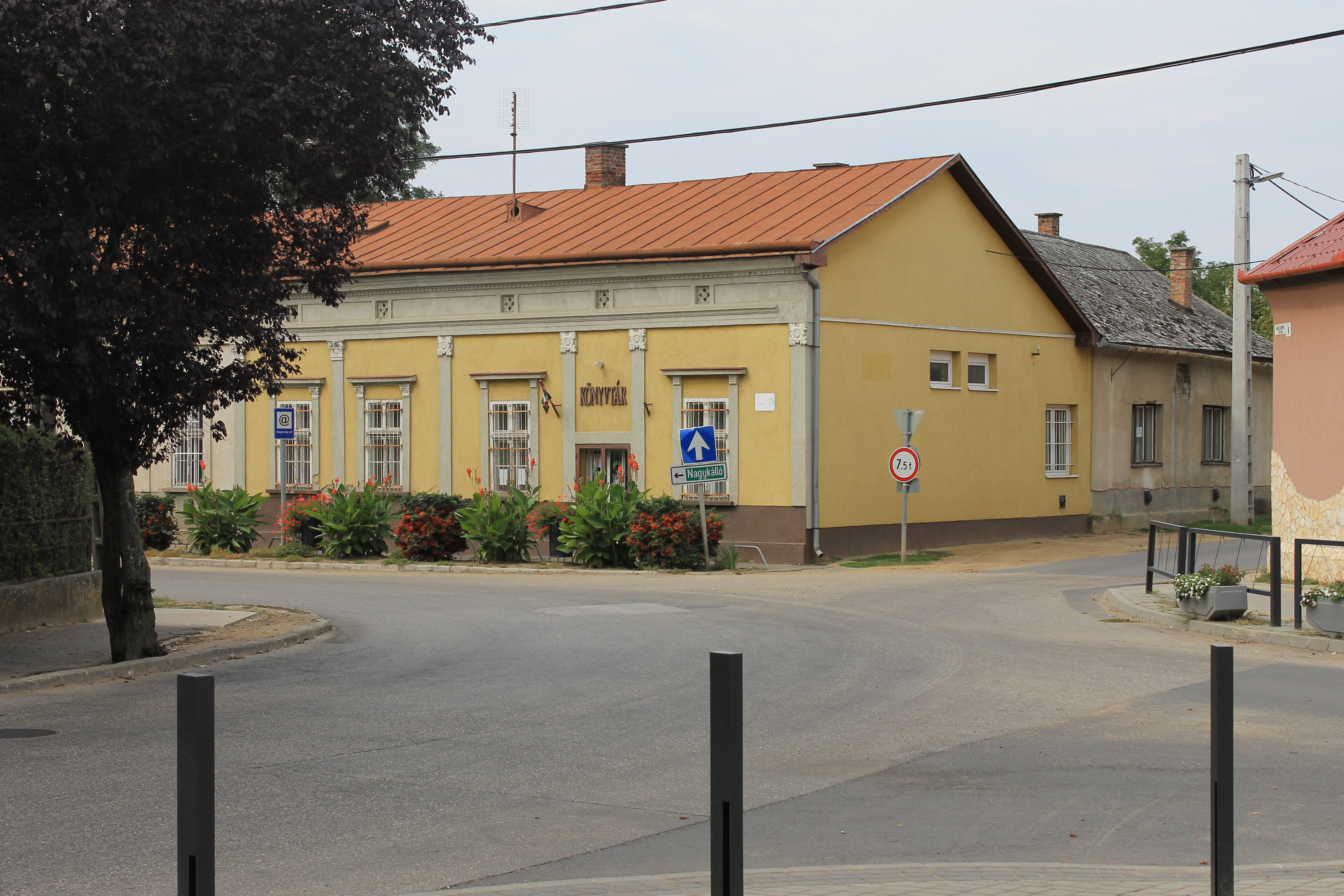
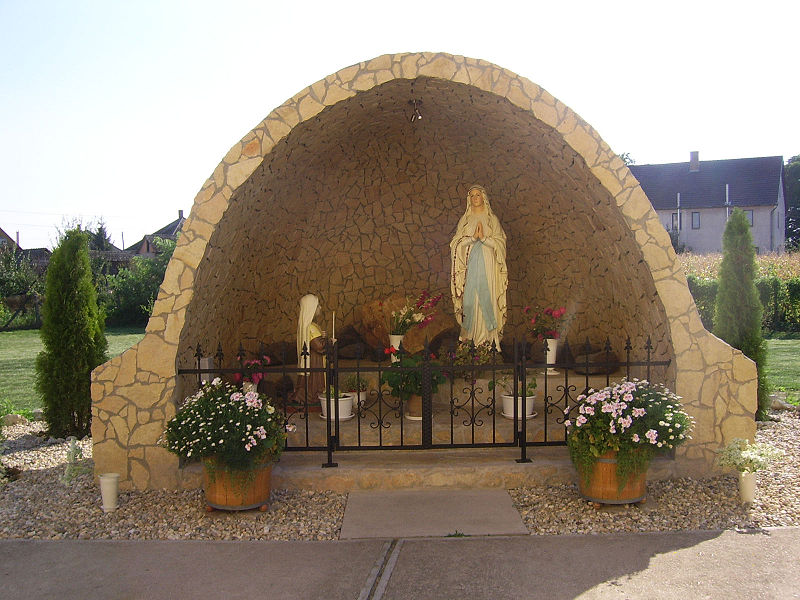
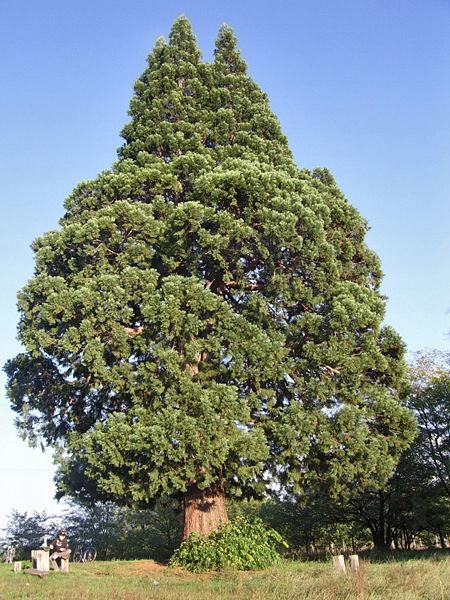
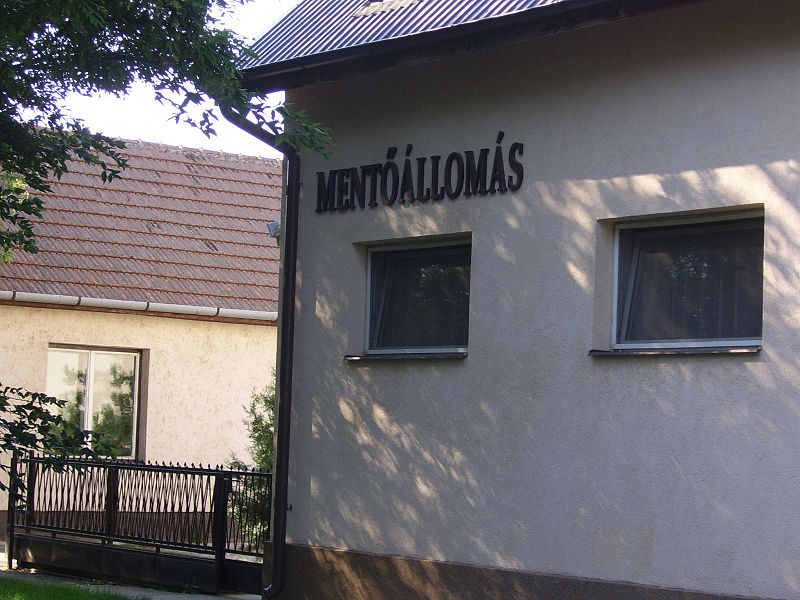
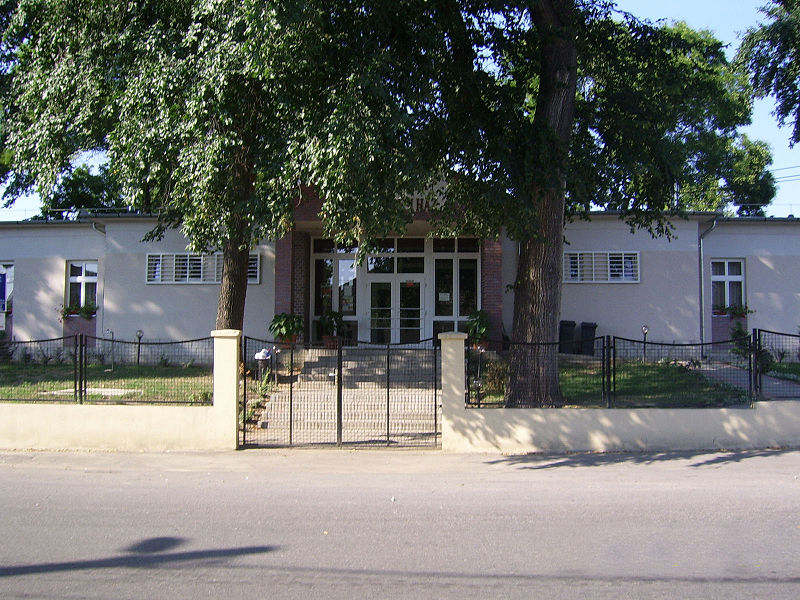
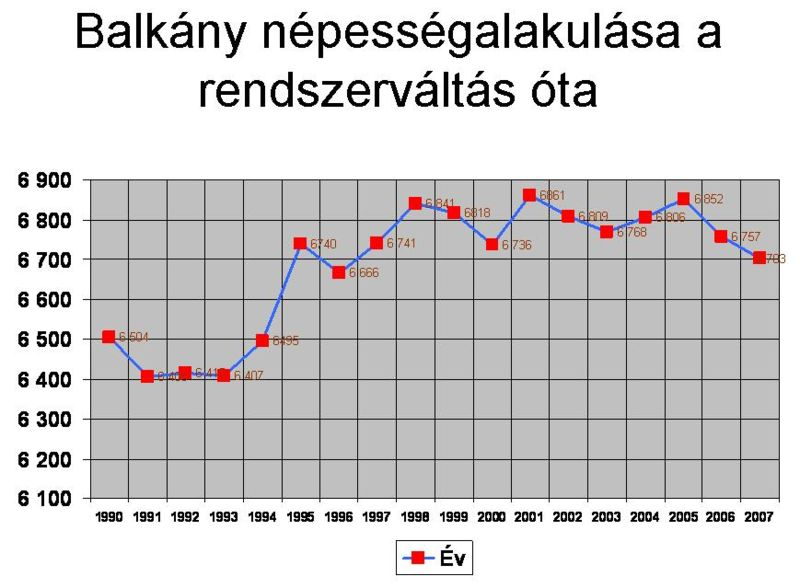
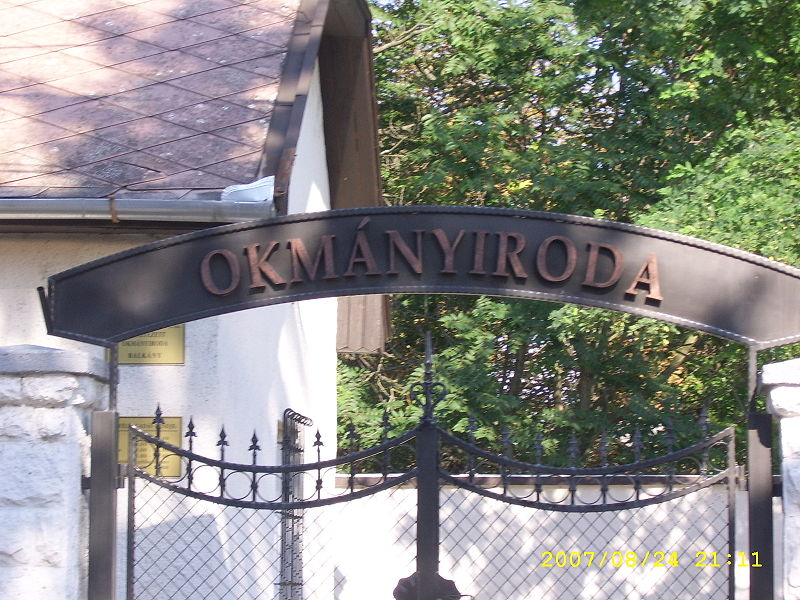
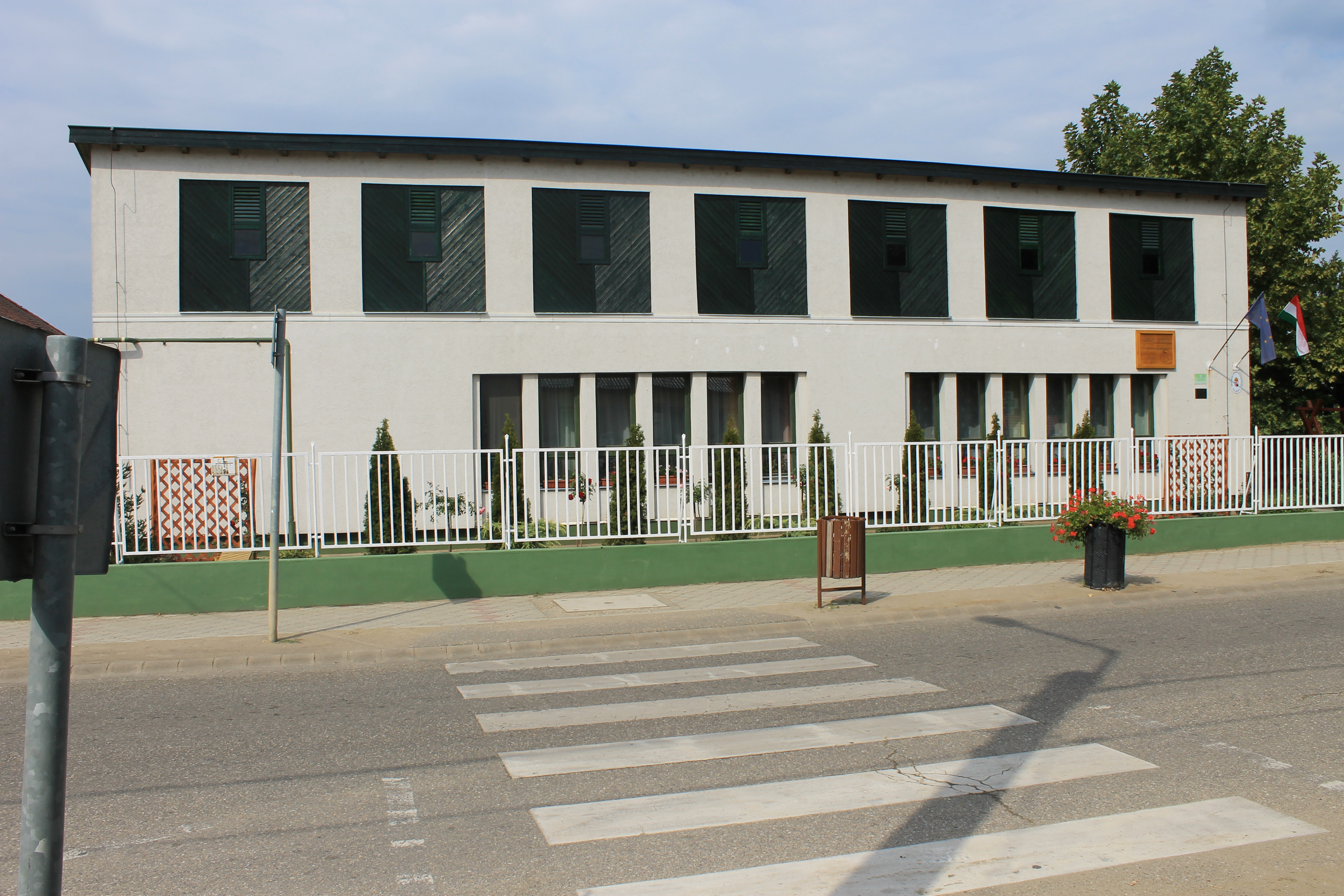
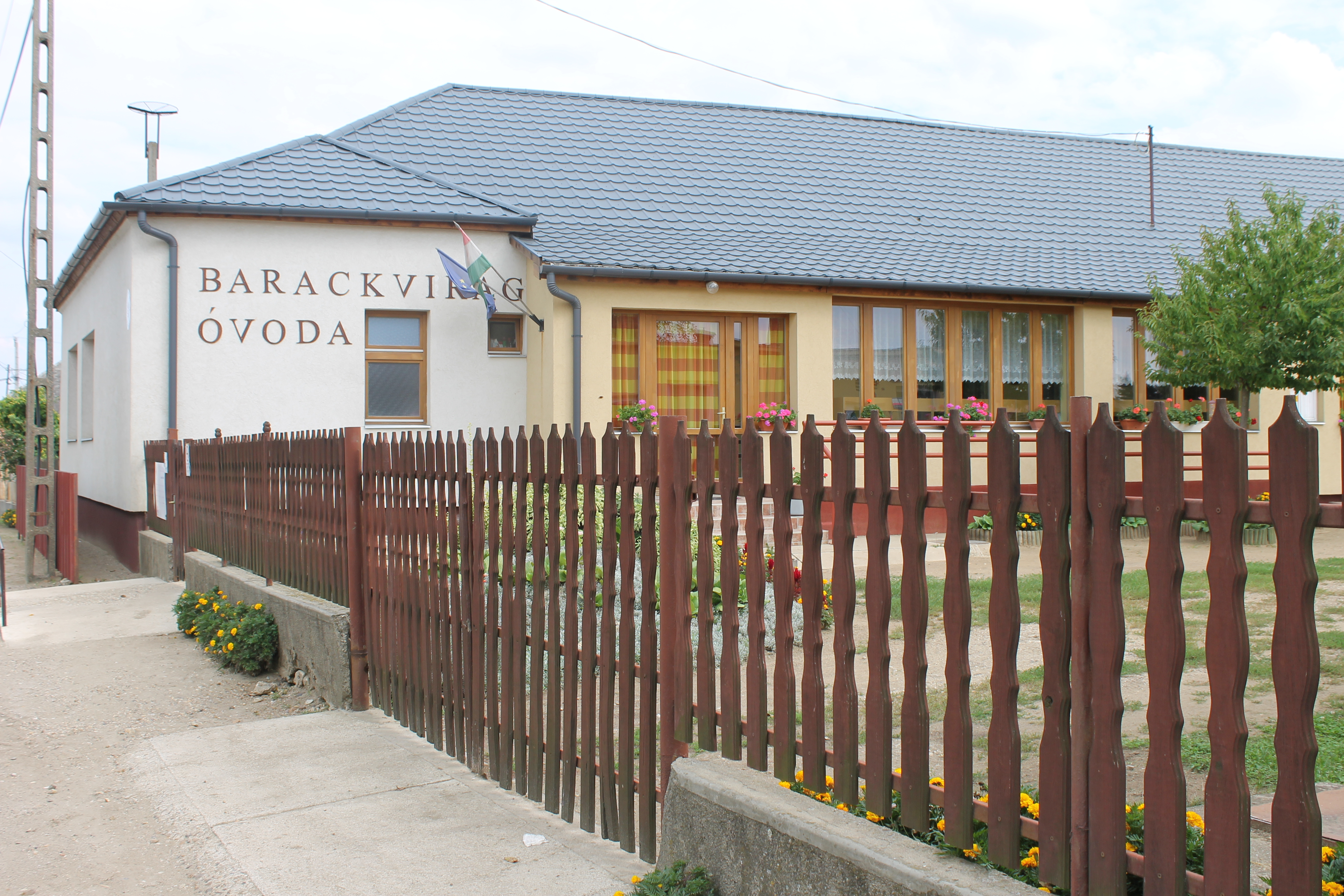
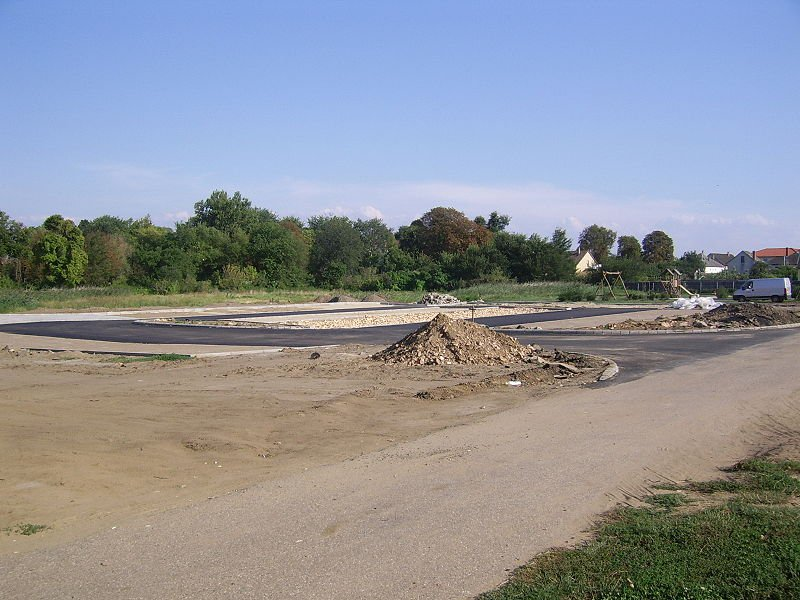
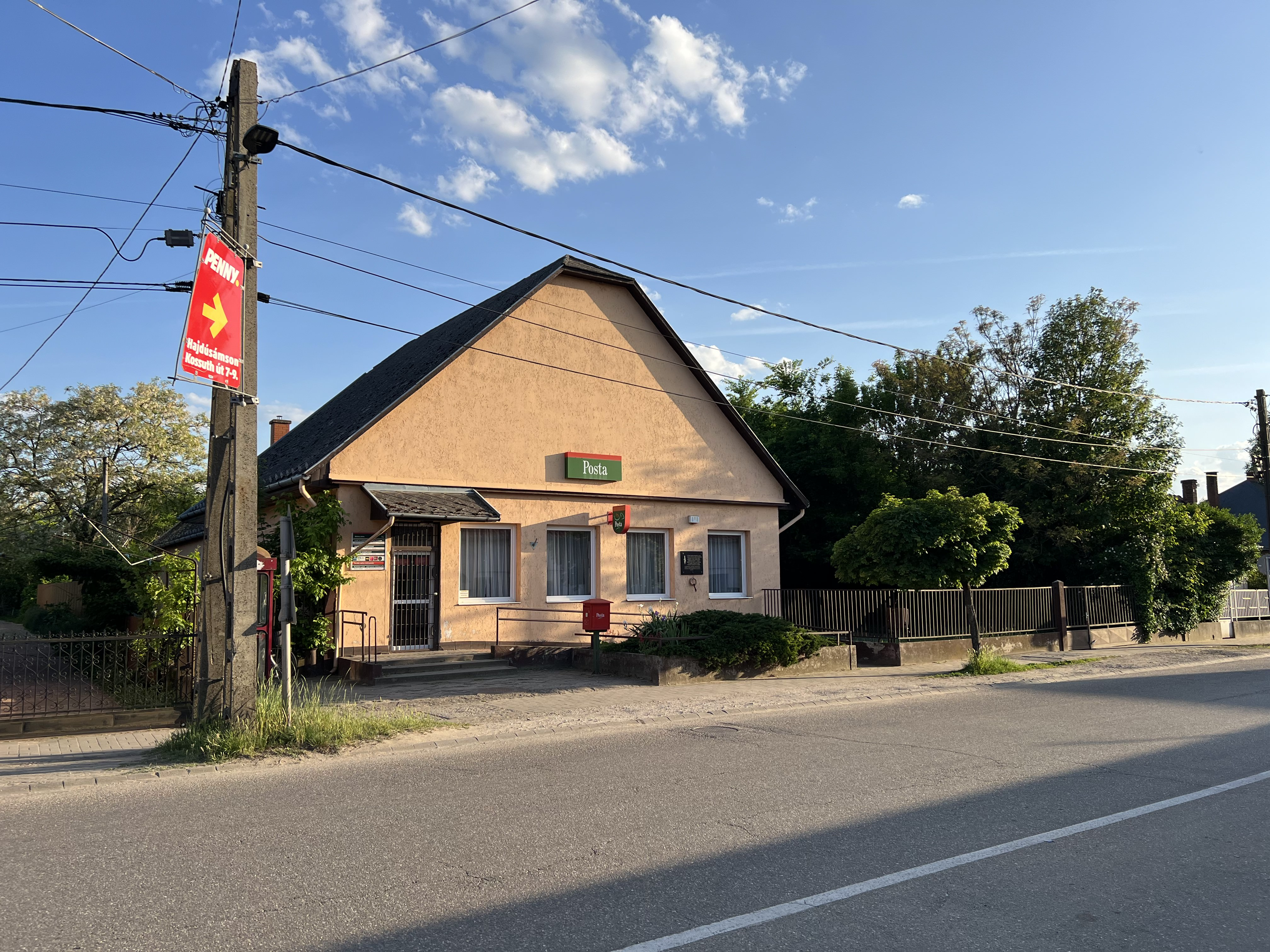
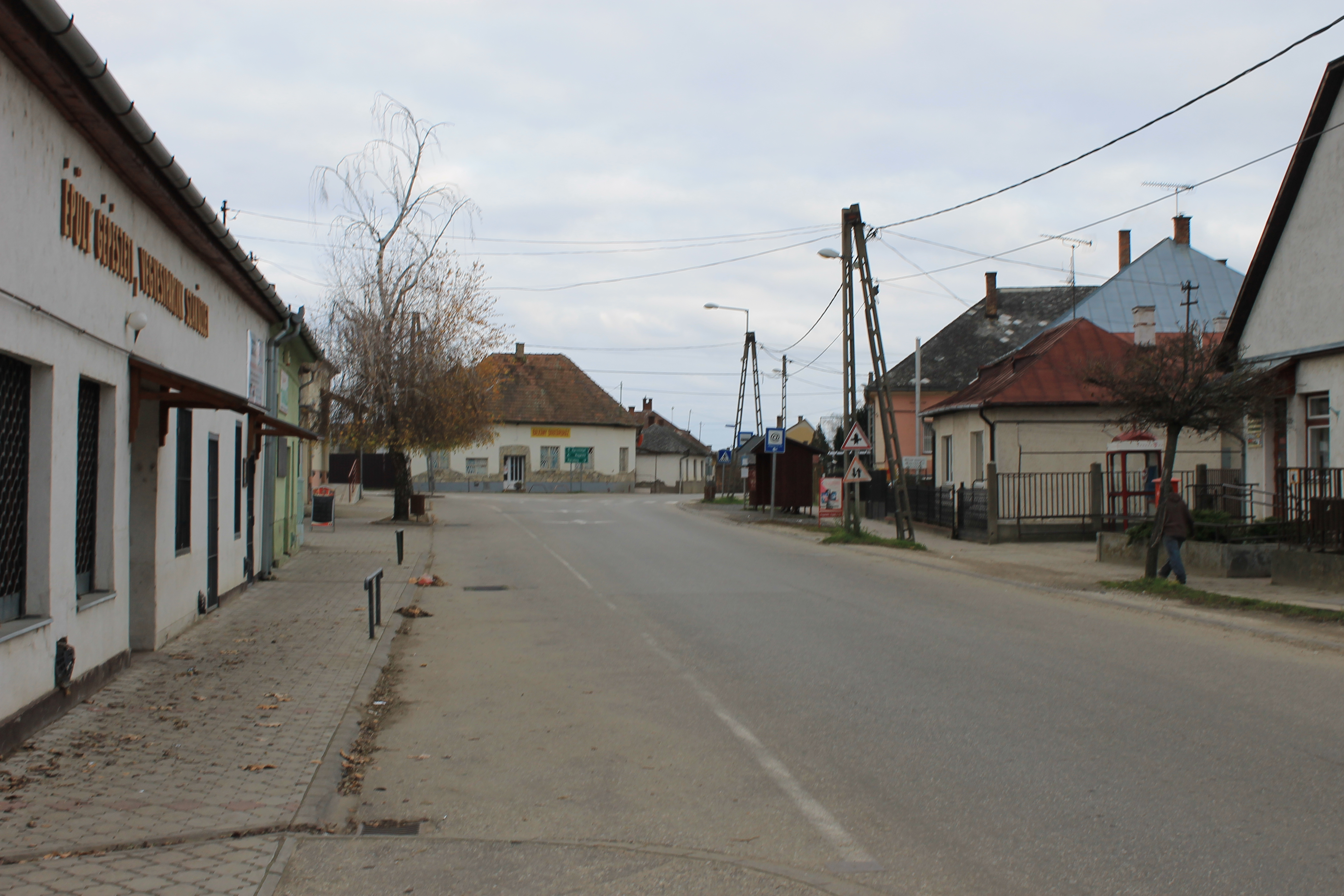

## Население
| Год  | Численность | Численность |
| ---- | ----------- | ----------- |
| 2013 | 6468        | [ 2 ]       |
| 2014 | 6431        | [ 3 ]       |
| 2019 | 6238        | [ 4 ]       |
| 2022 | 6017        | [ 5 ]       |
| 2023 | 5828        | [ 6 ]       |
| 2024 | 5840        | [ 1 ]       |